# Landtagswahl in Rheinland-Pfalz 1975
- SPD: 40
- FDP: 5
- CDU: 55

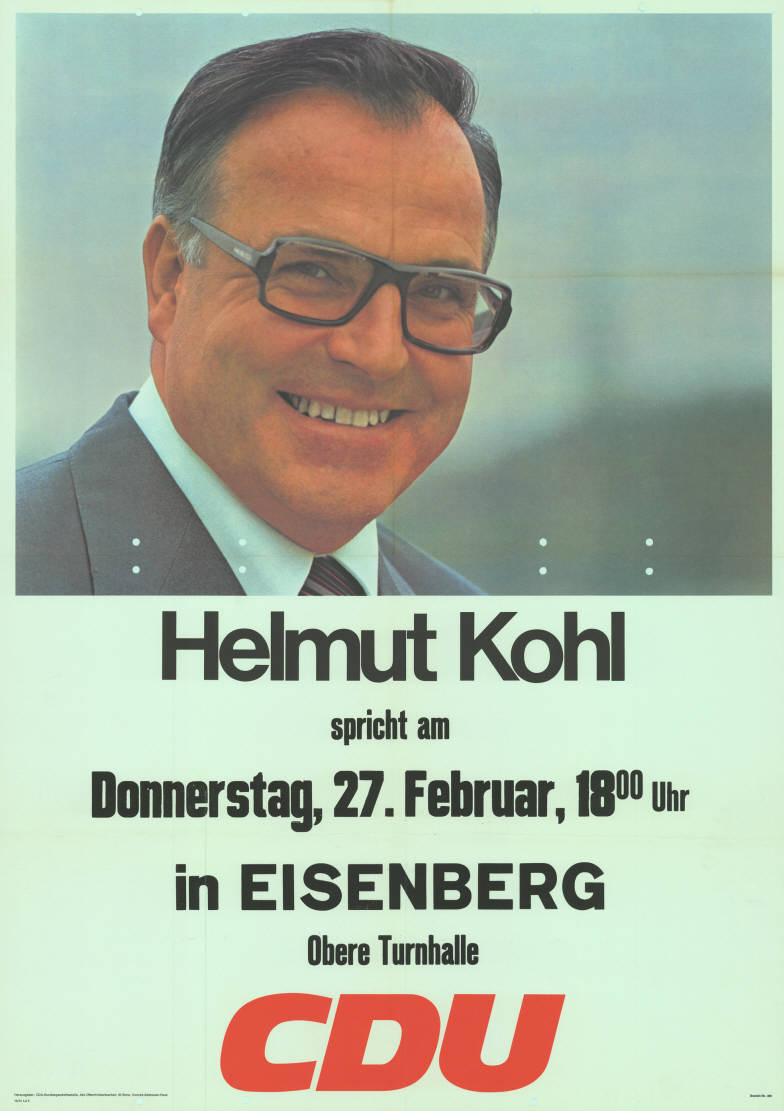
Wahlplakat der CDU

Die Landtagswahl in Rheinland-Pfalz 1975 fand am 9. März statt. Wahlsieger war die von Ministerpräsident Helmut Kohl geführte CDU, die ihre absolute Mehrheit ausbauen konnte und das bis heute historisch beste Ergebnis einer Partei in Rheinland-Pfalz erzielte.
Die SPD mit ihrem Spitzenkandidaten Wilhelm Dröscher erhielt wie schon 1971 nicht genug Stimmen, um Helmut Kohl als Ministerpräsidenten abzulösen zu können. Auch die FDP Rheinland-Pfalz verzeichnete leichte Stimmenverluste.

Nach der Wahl bildete Kohl sein drittes Kabinett.

## Ausgangslage
Einer Alleinregierung der CDU (Kabinett Kohl II) standen SPD und FDP als Oppositionsparteien im Parlament gegenüber. Ministerpräsident war Helmut Kohl.
Kohl trat im Dezember 1976, ein Jahr nach der Wahl, zurück und wechselte in die Bundespolitik.  Bernhard Vogel, damals Vorsitzender der CDU Rheinland-Pfalz, wurde sein Nachfolger.

## Wahlergebnis
Landtagswahl am 9. März 1975
Wahlberechtigte: 2.648.336
Wähler: 2.141.144 (Wahlbeteiligung: 80,85 %)
Gültige Stimmen: 2.120.481 
 Ungültige Stimmen: 20.663 (0,97 %)
| Partei                                 | Stimmen   | Anteil in % | Sitze 1975 | Sitze 1972 | Sitze 1971 |
| CDU                                    | 1.143.360 | 53,92       | 55         | 52         | 53         |
| SPD                                    | 817.018   | 38,53       | 40         | 42         | 44         |
| FDP                                    | 118.762   | 5,60        | 5          | 6          | 3          |
| NPD                                    | 22.942    | 1,08        |            |            |            |
| DKP                                    | 11.101    | 0,52        |            |            |            |
| Freie Wähler                           | 5.280     | 0,25        |            |            |            |
| Wählervereinigung „Kämpft mit der KPD“ | 2.018     | 0,10        |            |            |            |
| Total                                  | 2.120.481 |             | 100        | 100        | 100        |

→ Liste der Mitglieder des Landtages Rheinland-Pfalz (8. Wahlperiode)
Die ursprüngliche Sitzverteilung der Landtagswahl von 1971 war: CDU 53 Sitze, SPD 44 Sitze, FDP 3 Sitze.  Nach einem Urteil des Bundesverfassungsgerichts vom 11. Oktober 1972, mit dem das Landeswahlgesetz teilweise für verfassungswidrig erklärt wurde, erhielt die FDP drei zusätzliche Sitze, während die SPD zwei Sitze und die CDU einen Sitz verlor.